# Madagascar ai Giochi della XX Olimpiade
Il Madagascar partecipò ai Giochi della XX Olimpiade che si sono svolti a Monaco di Baviera dal 26 agosto all'11 settembre 1972, con una delegazione di undici atleti impegnati in due discipline: atletica leggera e judo. Il portabandiera fu Jean-Aimé Randrianalijaona, che gareggiò sui 400 metri ostacoli.
Fu la terza partecipazione di questo paese ai Giochi. Non fu conquistata nessuna medaglia.